# Адам Вацлав фон Тешен
Адам Вацлав/Венцел фон Тешен (на немски: Adam Wenzel; Adam Wenceslaus von Teschen; * 12 декември 1574; † 13 юли 1617) от род Пясти, е херцог на Тешен/Cieszyn (1579 – 1618) в Бохемия в Силезия.

## Живот
Той е син на херцог Вацлав III Адам (1524 – 1579) и втората му съпруга херцогиня Сидония Катарина фон Саксония-Лауенбург († 1594), дъщеря на херцог Франц I фон Саксония-Лауенбург (1510 – 1581) и херцогиня Сибила Саксонска (1515 – 1592). Майка му Катарина Сидония се омъжва втори път на 17 февруари 1586 г. за барон Емерих III Форгах, обергеспан на Трентчин (1539/1540 – 1599). По-малък полубрат е на херцог Фридрих Казимир фон Тешен († 1571).
Адам Вацлав е на пет години, когато баща му умира, и майка му поема регентството. Боехемският крал Рудолф II през 1584 г. назначава херцозите Георг II фон Бриг и Карл II фон Мюнстерберг-Оелс, също и Ханс фон Вюрбен за съ-опекуни.
През януари 1587 г. Адам Вацлав е изпратен в двора в Дрезден на курфюрст Кристиан I, който е братовчед на майка му. Там той получава образование. След смъртта на майка му през края на декември 1594 г. той се връща в Тешен и поема сам управлението.
През 1609 г. Адам Вацлав става католик, като първият силезийски княз, и получава политическо влияние. През 1611 г. новият бохемски крал Матиас му дава управлението на силезийските войски.

## Фамилия
Адам Вацлав се жени на 17 септември 1595 г. за принцеса Елизабет Кетлер от Курландия († 19 ноември 1601), дъщеря на херцог Готхард Кетлер от Курландия († 1587) и херцогиня Анна фон Мекленбург-Гюстров (1533 – 1602), дъщеря на херцог Албрехт VII фон Мекленбург (1486 – 1547) и Анна фон Бранденбург (1507 – 1567). Те имат децата:
- Адам Готхард фон Тешен (* 27 юли 1596; † 25 май 1597)
- Анна Сидония фон Тешен-Грос-Глогау (* 2 март 1598; † 13 март 1619), омъжена на 1 ноември 1616 г. за граф Якоб Ханибал II фон Хоенемс (* 20 март 1595; † 10 април 1646)
- Елизабет Лукреция фон Тешен (* 1 юни 1599; † 19 май 1653), омъжена на 23 април 1618 г. за княз Гундакар фон Лихтенщайн (* 30 януари 1580; † 5 август 1658)
- Кристиан Адам фон Тешен (* 1600; † 12 март 1602)
- Фридрих Вилхелм фон Тешен (* 9 ноември 1601; † 19 август 1625, Кьолн на Рейн), херцог (1618 – 1625)

Адам Венцел има незаконен син с Маргарета Кошлингер (* 1580/85; † 1617), която след развода си му става придворна дама:
- Фердинанд (* ок. 1612; † убит в битка), женен за бараноса Анна Йохана Клозен фон Хайденбург (1655 – 1720)